# La Zubia
La Zubia est une commune de la communauté autonome d'Andalousie, dans la province de Grenade, en Espagne.

## Gastronomie
- Huevos moles

## Administration
| Période                                  | Période | Identité | Étiquette | Qualité |
| ---------------------------------------- | ------- | -------- | --------- | ------- |
| N/A                                      | N/A     | N/A      | N/A       | Maire   |
| Les données manquantes sont à compléter. |         |          |           |         |

## Cyclisme
L’Alto Cumbres Verdes, classé en première catégorie, a accueilli la 4e étape de la vuelta 2014 au terme de 167 km. Accélérant sur le final, Alejandro Valverde remportait l’étape devant Christopher Froome et Alberto Contador et s’emparait du même coup du maillot de leader.